# 厚生勞動副大臣
厚生勞動副副大臣（日语：／ Kōsei Rōdō Fukudaijin），是日本國政府厚生勞動省的副大臣，輔佐厚生勞動大臣處理厚生勞動省相關事務。

## 概要

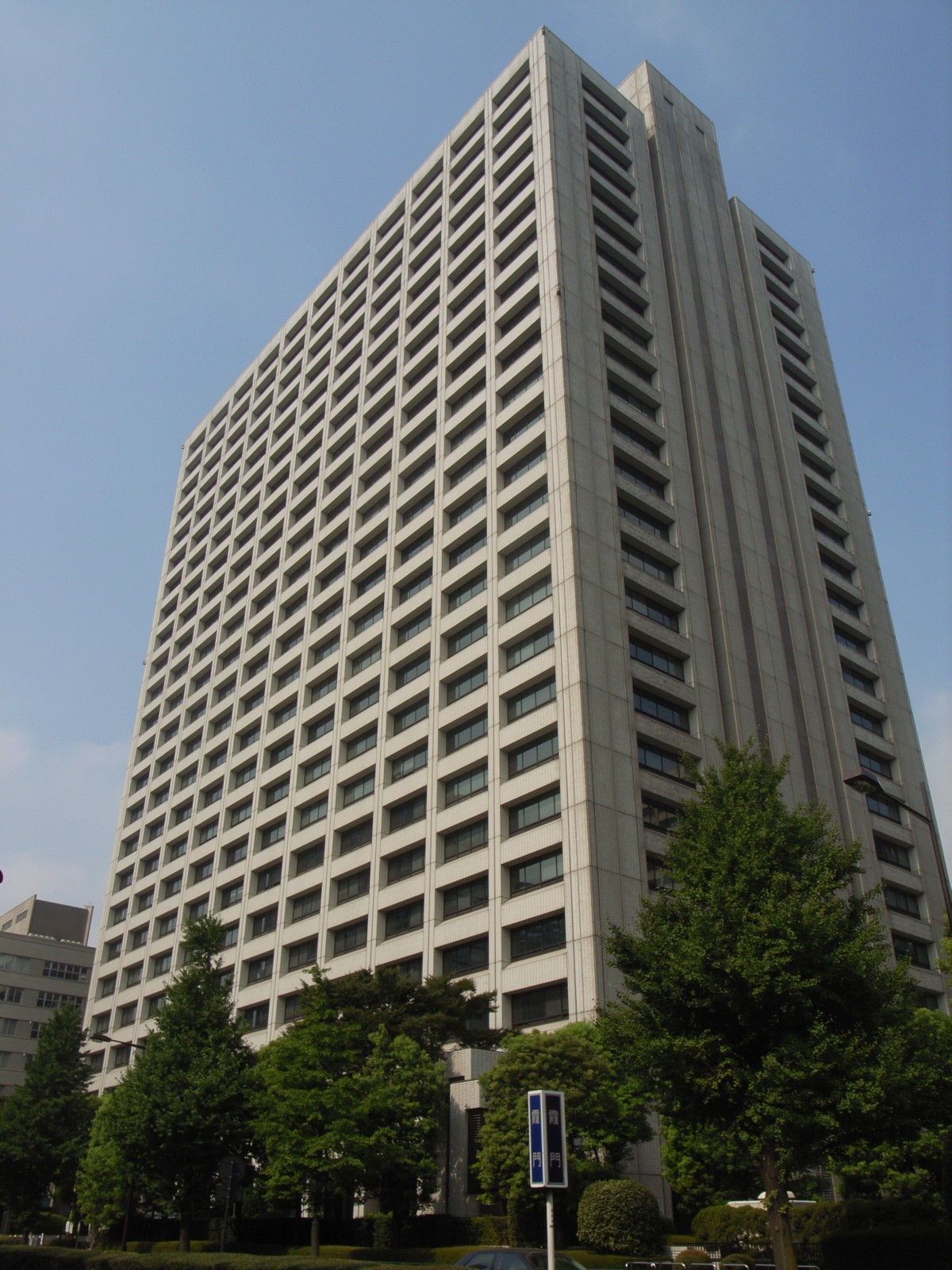
厚生勞動省所在的中央合同廳舍第5號館

2001年1月6日，根據《中央省廳機構改革基本法》對中央省廳機構進行改組而設立。同日，第二屆森內閣 (改組 中央省廳再編後)啟動，任命眾議院議員增田敏男及眾議院議員桝屋敬悟為首屆副大臣。
奉法務大臣之命，負責協助處理健康、醫療、兒童、育兒、福祉、看護、僱用、勞動及年金等政策。根據《國家行政組織法》，人數固定為兩人。

## 歷代副大臣
| 厚生勞動副大臣 | 厚生勞動副大臣              | 厚生勞動副大臣 | 厚生勞動副大臣         | 厚生勞動副大臣         | 厚生勞動副大臣         | 厚生勞動副大臣             | 厚生勞動副大臣             | 厚生勞動副大臣                          |
| 内閣           | 内閣                        | 厚生勞動大臣   | 全名                   | 就職日                 | 卸任日                 | 黨派                       | 出身                       | 備註                                    |
| -------------- | --------------------------- | -------------- | ---------------------- | ---------------------- | ---------------------- | -------------------------- | -------------------------- | --------------------------------------- |
| 第2次森内閣    | 改造內閣 （中央省廳再編後） | 坂口力         | 增田敏男               | 2001年1月6日           | 2001年4月26日          | 自由民主黨                 | 眾議員（北關東比例代區）   |                                         |
| 第2次森内閣    | 改造內閣 （中央省廳再編後） | 坂口力         | 桝屋敬悟               | 2001年1月6日           | 2001年4月26日          | 公明黨                     | 眾議員（中國比例代表區）   |                                         |
| 第1次小泉内閣  | 第1次小泉内閣               | 坂口力         | 南野知惠子             | 2001年5月1日           | 2002年1月8日           | 自由民主黨                 | 參議員（參議院比例區）     | 任內辭職，由宮路和明接任                |
| 第1次小泉内閣  | 第1次小泉内閣               | 坂口力         | 桝屋敬悟               | 2001年5月1日           | 2002年1月8日           | 公明黨                     | 眾議員（中國比例代表區）   | 再任 任內辭職，由狩野安接任             |
| 第1次小泉内閣  | 第1次小泉内閣               | 坂口力         | 宮路和明               | 2002年1月8日           | 2002年10月2日          | 自由民主黨                 | 眾議員（鹿兒島第3區）      |                                         |
| 第1次小泉内閣  | 第1次小泉内閣               | 坂口力         | 狩野安                 | 2002年1月8日           | 2002年10月2日          | 自由民主黨                 | 參議員（茨城縣選舉區）     |                                         |
|                | 第1次改造内閣               | 坂口力         | 鴨下一郎               | 2002年10月2日          | 2003年9月25日          | 自由民主黨                 | 眾議員（東京都第13區）     |                                         |
| 木村義雄       | 第1次改造内閣               | 坂口力         | 眾議員（香川縣第1區）  | 2002年10月2日          | 2003年9月25日          | 自由民主黨                 |                            |                                         |
| 第2次改造内閣  | 谷畑孝                      | 坂口力         | 2003年9月25日          | 2003年11月19日         | 眾議員（大阪府第14區） | 自由民主黨                 |                            |                                         |
| 第2次改造内閣  | 森英介                      | 坂口力         | 2003年9月25日          | 2003年11月19日         | 眾議員（千葉縣第11區） | 自由民主黨                 |                            |                                         |
| 第2次小泉内閣  | 第2次小泉内閣               | 坂口力         | 谷畑孝                 | 2003年11月20日         | 2004年9月27日          | 自由民主黨                 | 眾議員（大阪府第14區）     | 再任                                    |
| 第2次小泉内閣  | 第2次小泉内閣               | 坂口力         | 森英介                 | 2003年11月20日         | 2004年9月27日          | 自由民主黨                 | 眾議員（千葉縣第11區）     | 再任                                    |
|                | 改造内閣                    | 尾辻秀久       | 衛藤晟一               | 2004年9月29日          | 2005年9月21日          | 自由民主黨                 | 眾議員（九州比例代表區）   |                                         |
| 西博義         | 改造内閣                    | 尾辻秀久       | 公明黨                 | 2004年9月29日          | 2005年9月21日          | 眾議員（近畿比例代表區）   |                            |                                         |
| 第3次小泉内閣  | 第3次小泉内閣               | 尾辻秀久       | 中野清                 | 2005年9月22日          | 2005年11月2日          | 自由民主黨                 | 眾議員（埼玉縣第7區）      |                                         |
| 第3次小泉内閣  | 第3次小泉内閣               | 尾辻秀久       | 西博義                 | 2005年9月22日          | 2005年11月2日          | 公明黨                     | 眾議員（近畿比例代表區）   | 再任                                    |
|                | 改造内閣                    | 川崎二郎       | 中野清                 | 2005年11月2日          | 2006年9月26日          | 自由民主黨                 | 眾議員（埼玉縣第7區）      | 留任                                    |
| 赤松正雄       | 改造内閣                    | 川崎二郎       | 公明黨                 | 2005年11月2日          | 2006年9月26日          | 眾議員（近畿比例代表區）   |                            |                                         |
| 第1次安倍内閣  | 第1次安倍内閣               | 柳澤伯夫       | 公明黨                 | 石田祝稔               | 2006年9月27日          | 2007年8月27日              | 眾議員（四國比例代表區）   |                                         |
| 第1次安倍内閣  | 第1次安倍内閣               | 柳澤伯夫       | 武見敬三               | 自由民主黨             | 2006年9月27日          | 2007年8月27日              | 參議員（參議院比例區）     |                                         |
|                | 改造内閣                    | 舛添要一       | 西川京子               | 自由民主黨             | 2007年8月29日          | 2007年9月26日              | 參議員（福岡縣第10區）     |                                         |
| 岸宏一         | 改造内閣                    | 舛添要一       | 參議員（山形縣選舉區） | 自由民主黨             | 2007年8月29日          | 2007年9月26日              |                            |                                         |
| 福田康夫内閣   | 福田康夫内閣                | 舛添要一       | 西川京子               | 自由民主黨             | 2007年9月27日          | 2008年8月2日               | 參議員（福岡縣第10區）     | 再任                                    |
| 福田康夫内閣   | 福田康夫内閣                | 舛添要一       | 岸宏一                 | 自由民主黨             | 2007年9月27日          | 2008年8月2日               | 參議員（山形縣選舉區）     | 再任                                    |
|                | 改造内閣                    | 舛添要一       | 鴨下一郎               | 自由民主黨             | 2008年8月5日           | 2008年9月29日              | 眾議員（東京都第13區）     | 再入閣                                  |
| 渡邊孝男       | 改造内閣                    | 舛添要一       | 公明黨                 | 參議員（參議院比例區） | 2008年8月5日           | 2008年9月29日              |                            |                                         |
| 麻生内閣       | 麻生内閣                    | 舛添要一       | 大村秀章               | 2008年9月29日          | 2009年9月16日          | 自由民主黨                 | 眾議員（愛知縣第13區）     |                                         |
| 麻生内閣       | 麻生内閣                    | 舛添要一       | 渡邊孝男               | 2008年9月29日          | 2009年9月16日          | 公明黨                     | 參議員（參議院比例區）     | 再任                                    |
| 鳩山由紀夫内閣 | 鳩山由紀夫内閣              | 長妻昭         | 細川律夫               | 2009年9月18日          | 2010年6月8日           | 民主黨                     | 眾議員（埼玉縣第3區）      |                                         |
| 鳩山由紀夫内閣 | 鳩山由紀夫内閣              | 長妻昭         | 長濱博行               | 2009年9月18日          | 2010年6月8日           | 民主黨                     | 參議員（千葉縣選舉區）     |                                         |
| 菅直人内閣     | 菅直人内閣                  | 長妻昭         | 細川律夫               | 2010年6月9日           | 2010年9月17日          | 民主黨                     | 眾議員（埼玉縣第3區）      | 再任                                    |
| 菅直人内閣     | 菅直人内閣                  | 長妻昭         | 長濱博行               | 2010年6月9日           | 2010年9月17日          | 民主黨                     | 參議員（千葉縣選舉區）     | 再任                                    |
|                | 第1次改造内閣               | 細川律夫       | 小宮山洋子             | 2010年9月21日          | 2011年1月14日          | 民主黨                     | 眾議員（東京都第6區）      | 留任                                    |
| 藤村修         | 第1次改造内閣               | 細川律夫       | 眾議員（大阪府第7區）  | 2010年9月21日          | 2011年1月14日          | 民主黨                     |                            |                                         |
|                | 第2次改造内閣               | 細川律夫       | 小宮山洋子             | 2011年1月18日          | 2011年9月2日           | 民主黨                     | 眾議員（東京都第6區）      |                                         |
| 大塚耕平       | 第2次改造内閣               | 細川律夫       | 參議員（愛知縣選舉區） | 2011年1月18日          | 2011年9月2日           | 民主黨                     |                            |                                         |
| 野田内閣       | 野田内閣                    | 小宮山洋子     | 牧義夫                 | 2011年9月5日           | 2012年1月13日          | 民主黨                     | 眾議員（愛知縣第4區）      |                                         |
| 野田内閣       | 野田内閣                    | 小宮山洋子     | 辻泰弘                 | 2011年9月5日           | 2012年1月13日          | 民主黨                     | 參議員（兵庫縣選舉區）     |                                         |
|                | 第1次改造内閣               | 小宮山洋子     | 牧義夫                 | 2012年1月13日          | 2012年4月6日           | 民主黨                     | 眾議員（愛知縣第4區）      | 任內辭職，由西村智奈美接任              |
| 辻泰弘         | 第1次改造内閣               | 小宮山洋子     | 2012年6月4日           | 2012年1月13日          | 參議員（兵庫縣選舉區） | 民主黨                     |                            |                                         |
| 西村智奈美     | 第1次改造内閣               | 小宮山洋子     | 2012年6月4日           | 2012年4月6日           | 眾議員（新潟縣第1區）  | 民主黨                     |                            |                                         |
| 第2次改造内閣  | 西村智奈美                  | 小宮山洋子     | 2012年6月4日           | 2012年10月1日          | 眾議員（新潟縣第1區）  | 民主黨                     | 再任                       |                                         |
| 第2次改造内閣  | 辻泰弘                      | 小宮山洋子     | 2012年6月4日           | 2012年10月1日          | 參議員（兵庫縣選舉區） | 民主黨                     | 再任                       |                                         |
| 第3次改造内閣  | 三井辨雄                    | 西村智奈美     | 2012年10月2日          | 2012年12月26日         | 眾議員（新潟縣第1區）  | 民主黨                     |                            |                                         |
| 第3次改造内閣  | 三井辨雄                    | 櫻井充         | 2012年10月2日          | 2012年12月26日         | 參議員（宮城縣選舉區） | 民主黨                     |                            |                                         |
| 第2次安倍内閣  | 第2次安倍内閣               | 田村憲久       | 桝屋敬悟               | 2012年12月27日         | 2013年9月30日          | 公明黨                     | 眾議員（中國比例代表區）   | 再入閣 任內辭職，由佐藤茂樹接任         |
| 第2次安倍内閣  | 第2次安倍内閣               | 田村憲久       | 秋葉賢也               | 2012年12月27日         | 2013年9月30日          | 自由民主黨                 | 眾議員（宮城縣第2區）      | 兼任復興副大臣 任內辭職，由土屋品子接任 |
| 第2次安倍内閣  | 第2次安倍内閣               | 田村憲久       | 佐藤茂樹               | 2013年9月30日          | 2014年9月3日           | 公明黨                     | 眾議員（大阪府第3區）      |                                         |
| 第2次安倍内閣  | 第2次安倍内閣               | 田村憲久       | 土屋品子               | 2013年9月30日          | 2014年9月3日           | 自由民主黨                 | 眾議員（埼玉縣第13區）     |                                         |
|                | 改造内閣                    | 鹽崎恭久       | 山本香苗               | 2014年9月4日           | 2014年12月24日         | 公明黨                     | 參議員（參議院比例區）     |                                         |
| 永岡桂子       | 改造内閣                    | 鹽崎恭久       | 自由民主黨             | 2014年9月4日           | 2014年12月24日         | 眾議員（北關東比例代表區） |                            |                                         |
| 第3次安倍内閣  | 第3次安倍内閣               | 鹽崎恭久       | 山本香苗               | 2014年12月25日         | 2015年10月9日          | 公明黨                     | 參議員（參議院比例區）     | 再任                                    |
| 第3次安倍内閣  | 第3次安倍内閣               | 鹽崎恭久       | 永岡桂子               | 2014年12月25日         | 2015年10月9日          | 自由民主黨                 | 眾議員（北關東比例區）     | 再任                                    |
|                | 第1次改造内閣               | 鹽崎恭久       | 竹內讓                 | 2015年10月9日          | 2016年8月5日           | 公明黨                     | 眾議員（近畿比例代表區）   |                                         |
| 渡嘉敷奈緒美   | 第1次改造内閣               | 鹽崎恭久       | 自由民主黨             | 2015年10月9日          | 2016年8月5日           | 眾議員（大阪府第7區）      |                            |                                         |
| 第2次改造内閣  | 橋本岳                      | 鹽崎恭久       | 自由民主黨             | 2016年8月5日           | 2017年8月7日           | 眾議員（岡山縣第4區）      |                            |                                         |
| 第2次改造内閣  | 古屋範子                    | 鹽崎恭久       | 公明黨                 | 2016年8月5日           | 2017年8月7日           | 眾議員（南關東比例代表區） |                            |                                         |
| 第3次改造内閣  | 加藤勝信                    | 高木美智代     | 公明黨                 | 2017年8月7日           | 2017年11月2日          | 眾議員（東京比例代表區）   |                            |                                         |
| 第3次改造内閣  | 加藤勝信                    | 牧原秀樹       | 自由民主黨             | 2017年8月7日           | 2017年11月2日          | 眾議員（北關東比例代表區） |                            |                                         |
| 第4次安倍内閣  | 第4次安倍内閣               | 高木美智代     | 2017年11月2日          | 2018年10月4日          | 公明黨                 | 眾議員（東京比例代表區）   | 再任                       |                                         |
| 第4次安倍内閣  | 第4次安倍内閣               | 牧原秀樹       | 2017年11月2日          | 2018年10月4日          | 自由民主黨             | 眾議員（北關東比例代表區） | 再任                       |                                         |
|                | 第1次改造內閣               | 根本匠         | 大口善德               | 2018年10月4日          | 2019年9月13日          | 公明黨                     | 東海比例代表區             |                                         |
| 高階惠美子     | 第1次改造內閣               | 根本匠         | 自由民主黨             | 2018年10月4日          | 2019年9月13日          | 參議員（參議院比例區）     |                            |                                         |
| 第2次改造內閣  | 加藤勝信                    | 稻津久         | 2019年9月13日          | 2020年9月18日          | 公明黨                 | 眾議員（北海道第10區）     |                            |                                         |
| 第2次改造內閣  | 加藤勝信                    | 橋本岳         | 2019年9月13日          | 2020年9月18日          | 自由民主黨             | 眾議員（岡山縣第4區）      | 再入閣                     |                                         |
| 菅義偉内閣     | 菅義偉内閣                  | 田村憲久       | 三原順子               | 2020年9月18日          | 自由民主黨             | 2021年10月6日              | 參議員（神奈川選舉區）     |                                         |
| 菅義偉内閣     | 菅義偉内閣                  | 田村憲久       | 山本博司               | 2020年9月18日          | 公明黨                 | 2021年10月6日              | 參議員（參議院比例區）     | 兼任內閣府副大臣                        |
| 第1次岸田內閣  | 第1次岸田內閣               | 後藤茂之       | 古賀篤                 | 2021年10月6日          | 2021年11月11日         | 自由民主黨                 | 眾議員（福岡縣第3區）      |                                         |
| 第1次岸田內閣  | 第1次岸田內閣               | 後藤茂之       | 山本博司               | 2021年10月6日          | 2021年11月11日         | 公明黨                     | 參議員（參議院比例區）     | 再任 兼任內閣府副大臣                   |
| 第2次岸田內閣  | 第2次岸田內閣               | 後藤茂之       | 古賀篤                 | 2021年11月11日         | 2022年8月12日          | 自由民主黨                 | 眾議員（福岡縣第3區）      | 再任                                    |
| 第2次岸田內閣  | 第2次岸田內閣               | 後藤茂之       | 佐藤英道               | 2021年11月11日         | 2022年8月12日          | 公明黨                     | 眾議員（北海道比例代表區） | 兼任內閣府副大臣                        |
|                | 第1次改造內閣               | 加藤勝信       | 羽生田俊               | 2022年8月12日          | 2023年9月15日          | 自由民主黨                 | 參議員（參議員比例區）     |                                         |
| 伊佐進一       | 第1次改造內閣               | 加藤勝信       | 公明黨                 | 2022年8月12日          | 2023年9月15日          | 眾議員（大阪府第6區）      | 兼任內閣府副大臣           |                                         |
| 第2次改造內閣  | 武見敬三                    | 濱地雅一       | 公明黨                 | 2023年9月15日          | 2024年10月3日          | 眾議員（九州比例代表區）   |                            |                                         |
| 第2次改造內閣  | 武見敬三                    | 宮崎政久       | 自由民主黨             | 2023年9月15日          | 2024年10月3日          | 眾議員（九州比例代表區）   |                            |                                         |
| 第一次石破內閣 | 第一次石破內閣              | 福岡資麿       | 鰐淵洋子               | 2024年10月3日          | 2024年11月13日         | 公明黨                     | 眾議員（近畿比例代表區）   |                                         |
| 第一次石破內閣 | 第一次石破內閣              | 福岡資麿       | 宮崎政久               | 2024年10月3日          | 2024年11月13日         | 自由民主黨                 | 眾議員（九州比例代表區）   |                                         |
| 第二次石破內閣 | 第二次石破內閣              | 福岡資麿       | 鰐淵洋子               | 2024年11月13日         | 現任                   | 公明黨                     | 眾議員（近畿比例代表區）   | 再任                                    |
| 第二次石破內閣 | 第二次石破內閣              | 福岡資麿       | 仁木博文               | 2024年11月13日         | 現任                   | 自由民主黨                 | 眾議員（德島縣第1區）      |                                         |

再任表示換閣後再次被招攬，留任表示同一內閣改造後獲得挽留，再入閣表示時隔數個內閣後再度被招攬